# Nezmar zelený
Nezmar zelený (Hydra viridissima, případně Chlorohydra viridissima) je žahavec z řádu nezmaři, zbarvením mnohem nápadnější než nezmar hnědý.

## Výskyt
Nezmar zelený se vyskytuje v mírných a tropických pásmech včetně Česka. Žije v čistých tůňkách, které zbudou na loukách po odchodu velké jarní vody, nebo jinde ve stojatých a čistých vodách, kde bývá jeho výskyt hojný.

## Popis
Na ramenech, kterých má okolo šesti, má žahavé buňky. Uprostřed ramen má ústní otvor. Pod ústním otvorem je láčka, kterou se opírá při pohybu. Velikost těla je dva až tři centimetry.

## Potrava
Je to masožravec, živící se drobnými vodními živočichy (např. buchankami nebo perloočkami).

## Rozmnožování
Je hermafrodit. Rozmnožuje se pohlavním rozmnožováním nebo pučením. Má velikou schopnost regenerace – po rozřezání vyroste z každé části nový jedinec. Umí se množit velmi rychle.

## Symbióza s řasami
Zelená barva nezmara zeleného je způsobena řasami rodu Zoochlorella, které s ním žijí v endosymbióze, konkrétně se jedná o oboustranně prospěšný vztah, tedy mutualismus. Řasy se nachází uvnitř těla nezmara ve speciálních ektodermálních buňkách a připomínají tak jakýsi chloroplast v raném stadiu vzniku. Díky živinám, které řasy produkují pomocí fotosyntézy, může nezmar zelený přežít značně dlouhé období hladovění. Řasy jsou tak specializované na symbiotický život, že nedokážou žít samostatně (mimo tělo nezmara), a na nové potomstvo se šíří skrz vaječné buňky nezmarů.